# گمینا سواونو (استان ووتسکی)
گمینا سواونو (استان ووتسکی) (به لهستانی:  Gmina Sławno) یک گمینا در لهستان است که در شهرستان اوپوچنو واقع شده‌است. گمینا سواونو ۱۲۸٫۴۵ کیلومتر مربع مساحت و ۷٬۴۲۱ نفر جمعیت دارد.